# サイエンス・ダイジェスト
サイエンス・ダイジェスト（Science Digest）は、かつてアメリカ合衆国で発行されていた科学雑誌である。ハースト・コーポレーションが1937年から1988年まで発行していた。

## 歴史
『サイエンス・ダイジェスト』は、1937年1月に創刊された。当初の形式は8×5インチのダイジェストサイズで約100ページだった。初代の編集長はG.W. Stammで、高校教育レベルの読者を対象としていた。内容は、一般的な科学に関する短い記事であり、『リーダーズ・ダイジェスト』のようなスタイルの他の出版物の記事の要約も多かった。編集本部はアイオワ州デモインにあった。
1980年11月、大学教育を受けた読者を対象とするようリニューアルされ、判型を11×8インチとし、長編記事とカラー写真が掲載されるようになった。これは、主に当時の編集長のScott DeGarmoによるものだった。隔月刊誌となり、毎号約50万部が発行された。当初は堅苦しい内容の記事が多かったが、次第に、人体自然発火現象やUFOなどの疑似科学を扱うようになった。『ディスカバー』や『オムニ』などの「まじめな」科学雑誌に対抗することができず、1986年に休刊した。
1987年に季刊誌として再登場した。元の小さなダイジェストサイズに戻り、多くの短い記事や科学情報を掲載した。しかし、1年で再び休刊した。

## オメガ・サイエンス・ダイジェスト
オーストラリア版が『オメガ・サイエンス・ダイジェスト』(Omega Science Digest)というタイトルで1981年1月に創刊され、毎号4万部を発行した。アメリカ版とは異なり、オメガ誌にはオリジナルのフィクション作品が掲載されていた。